# Gennaro Rubino
Gennaro Rubino (23 de noviembre de 1859 - 14 de marzo de 1918) fue un anarquista italiano que intentó asesinar sin éxito al rey Leopoldo II de Bélgica.

## Primeros años
Rubino nació en Bitonto, durante el período de la unificación de Italia. Mientras servía en el ejército italiano cuando era joven, Rubino fue condenado a cinco años de prisión por escribir un artículo periodístico subversivo. En 1898, fue arrestado nuevamente durante disturbios por pan en Milán. En lugar de cumplir una sentencia de prisión prolongada, Rubino huyó del país. Primero se estableció en Glasgow, Escocia, y luego se mudó a Londres. Sin embargo, no pudo encontrar trabajo hasta que la Embajada de Italia le ofreció ayuda. Luego fue contratado por el Servicio Secreto Italiano para espiar a organizaciones anarquistas en Londres. Sin embargo, fue despedido del cargo una vez que los funcionarios de la embajada descubrieron que simpatizaba con los anarquistas.
En mayo de 1902, se descubrió el empleo de Rubino en el Servicio Secreto italiano, y la prensa anarquista internacional lo denunció como espía. Evidentemente, Rubino resolvió cometer un asesinato para demostrar su lealtad a la causa anarquista. Como escribió en una carta a sus camaradas anteriores, "quizás mañana o después, podré demostrar mi rebelión de una manera más consistente con mi y sus aspiraciones". Según los interrogatorios posteriores de la policía, consideró asesinar a Eduardo VII del Reino Unido, pero decidió no hacerlo debido al fuerte sentimiento de los ingleses a favor de la monarquía. En su lugar, eligió al rey Leopoldo II de Bélgica.

## Intento de magnicidio
A fines de octubre de 1902, Rubino se mudó a Bruselas. En la mañana del 15 de noviembre de 1902, el rey Leopoldo regresaba de una ceremonia en memoria de su esposa recientemente fallecida, María Enriqueta de Austria.
El cortejo real dejó la catedral. En el primer carruaje, el entonces Príncipe Alberto estaba sentado con el rey, y en el segundo carruaje estaba sentada la princesa Isabel.

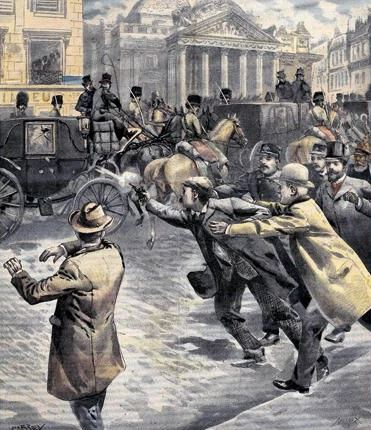
Rubino en el atentado de 1902.

Rubino tomó un revólver y esperó la procesión del Rey entre una multitud en la Rue Royale frente al Banco de Bruselas. Después de que el carruaje de Leopoldo pasó, Rubino sacó su arma y disparó tres veces contra el tercer carruaje. En este carruaje, el conde Charles John d'Oultremont, el Gran Mariscal de la corte real estaba sentado, y recibió cristales rotos en la cara. Los carruajes no se detuvieron y continuaron hasta el palacio. Cuando llegó al palacio real, el Gran Mariscal fue interrogado por los oficiales. Su uniforme estaba cubierto de vidrios rotos. Al rey y a los miembros de la familia real se les dijo que habían escapado de un intento de asesinato. El rey preguntó si alguien había sido herido y luego continuó su día.
Los tres disparos fallaron, aunque uno rompió la ventanilla de un carruaje del Conde Charles d'Oultremont, que casi fue asesinado. El rey fue salvado por M. J. Bernard de Bar-le-duc que desarmó con éxito a Rubino. Paul van den Bosch, de Liege, agarró a Rubino por el cuello y lo entregó a la policía. La policía colocó a Rubino en un taxi, que fue rodeado inmediatamente por una multitud enojada. La policía tuvo grandes dificultades para abrirse camino a través de la multitud, que gritó alternativamente: "¡Mátenlo!" y "¡Larga vida al Rey!"
En la estación de policía, Rubino fue esculcado y se encontró que llevaba un paquete de cartuchos de balas y tarjetas postales con retratos del rey Leopoldo, el príncipe Alberto y la princesa Elisabeth. Rubino dijo que consiguió las tarjetas para poder reconocer a los miembros de la familia real. También dijo que no lamentaba su acto y que habría disparado "contra el rey de Italia tan fácilmente como con el rey de Bélgica, porque los monarcas son tiranos que causan la miseria de sus pueblos". También afirmó que no tenía cómplices, aunque varias personas que estaban cerca de Rubino cuando disparó el revólver afirmaron que estaba acompañado por otro hombre que escapó entre la multitud.
Tras el intento de asesinato, los anarquistas condenaron a Rubino como un agente provocador, y algunos incluso especularon que todo el evento se organizó para justificar la represión policial posterior contra los anarquistas europeos. Esta especulación fue alimentada por los primeros informes de que los cartuchos sin disparar que quedaban en el revólver de Rubino eran salvas. Esto fue contradicho por informes posteriores de que el revólver de Rubino nunca fue encontrado por la policía.

## Juicio y encarcelamiento
Después del intento fue enviado a la prisión de Saint Gilles, donde recibió tres vasos de cerveza para la cena y un poco de pan. Fue interrogado por el juez de instrucción M. J. Count d'Oultremont. Rubino eligió a Emile Royer (1866-1916), un miembro de la Cámara de Representantes socialista como su abogado.
Debido a que el gran mariscal de la corte real conde Charles d'Oultremont estaba relacionado con el juez de instrucción M. J. d'Oultremont, tuvo que ser reemplazado por el Sr. van Nerom para respetar un examen neutral.
Rubino fue sometido a juicio en Bruselas en febrero de 1903. En el juicio, Rubino no se arrepintió e incluso se jactó, declarando que esperaba poder matar al Rey, al Príncipe Alberto y a algunos clérigos. Durante el juicio, Rubino a menudo expuso doctrinas anarquistas que, dijo, no reconocían leyes ni jueces. El jurado encontró a Rubino culpable y el tribunal lo sentenció a cadena perpetua.

## Muerte
Rubino murió el 14 de marzo de 1918 en Leuven Centraal, la prisión principal de Lovaina, Bélgica.